# Alberto Mielgo
Alberto Mielgo (Madrid, 29 de abril de 1979) es un animador, ilustrador y director de cine español ganador de un Óscar y varios Emmy.

## Biografía
Nacido en Madrid y criado en Torrelodones, se formó en ilustración y animación por la Escuela Superior de Dibujo Profesional (ESDIP). Sus primeros trabajos fueron como miembro del equipo de animación de varias películas infantiles europeas, entre ellas La leyenda del pirata Barbanegra (2001), Dragon Hill: la colina del dragón (2002), y El Cid: la leyenda (2003). Posterormente se marchó a Estados Unidos para colaborar en la producción de Simbad: la leyenda de los siete mares (2003), a raíz del cual se hace un hueco en la industria. Además de haber formado parte del equipo de arte conceptual de La novia cadáver (2005) y de Harry Potter y las reliquias de la Muerte (2010), ha sido director artístico de varias actuaciones de la banda virtual Gorillaz y del videojuego The Beatles: Rock Band.
En 2012 asumió la dirección artística de Tron: Uprising, una serie que entremezclaba técnicas tradicionales con CGI y animación digital. Su labor fue reconocida con un Premio Primetime Emmy y un Premio Annie.
A raíz de sus trabajos anteriores, Mielgo fue contratado en 2015 por Sony Pictures Animation como consultor visual de Spider-Man: un nuevo universo en su fase preliminar, donde ya se trabajaba con la idea de aprovechar el multiverso de la saga para emplear distintas técnicas de animación. Aunque Mielgo acabó marchándose por diferencias artísticas, los directores tuvieron en cuenta sus aportaciones para iniciar la producción. El largometraje terminó siendo estrenado en 2018, resultó un éxito de taquilla y fue galardonado con el Óscar a la mejor película de animación en 2019.
En 2019 participó en la antología animada Love, Death & Robots como director del episodio The Witness, en el que se muestra la huida de una mujer por las calles de Hong Kong tras haber presenciado un asesinato. El director de la obra, Tim Miller, le dio completa libertad creativa y el autor apostó por una animación que mezclaba fondos reales con personajes digitales. Gracias a The Witness, Mielgo obtuvo su segundo Premio Annie en la categoría de mejor diseño de producción para televisión y dos Primetime Emmy.
En 2021 estrenó el cortometraje animado El limpiaparabrisas (The Windshield Wiper) en la Quincena de Realizadores del Festival de Cannes. El proceso creativo duró cinco años y se completó a través de su propio estudio, Pinkman.tv, en colaboración con el productor Leo Sánchez. La obra ha sido galardonada en la 94.ª edición de los Premios Óscar en la categoría de «mejor cortometraje animado».